# 小笠原自動車教習所
株式会社小笠原自動車教習所（おがさわらじどうしゃきょうしゅうじょ）は、山梨県南アルプス市にある指定自動車教習所を運営する企業である。

## 教習項目
- 中型自動車
- 準中型自動車
- 普通自動車
- 大型自動二輪
- 普通自動二輪
- 高齢者講習
- 原付講習
- 企業安全運転講習

## 所在地
山梨県南アルプス市小笠原1523

## 使用車種
大型自動二輪：ハーレーダビッドソン・スポーツ・スター883R（4台）、ハーレーダビットソンストリート750（2台）、スズキスカイウェーブ750（1台）
普通自動二輪：CB400SF（4台）、スズキスカイウェーブ400（1台）
中型自動車:日野レンジャー（1台）
準中型自動車：いすゞエルフ（1台）
普通自動車：マツダ・アクセラ（11台）、三菱ランサー（4台）

## その他
- 大型自動二輪の教習車両にハーレー・ダビッドソンを使用。
- アフターサービスも充実している。
- 路上コースが3コースあるが、そのうち1コースでは夜景のきれいなコースがある。